# Dobrý časy
Dobrý časy je album Václava Neckáře z roku 2012 na kterém spolupracoval s Dušanem Neuwerthem a Jaromírem Švejdíkem.
Neckářova spolupráce s Švejdíkem a Neuwerthem z kapely Umakart začala na podzim 2011, kdy spolu nahráli skladbu „Půlnoční“ která se objevila na soundtracku k filmu Alois Nebel. Již v době natáčení Půlnoční se zrodila myšlenka společně vydat celé album. Vydání alba hudebníci potvrdili v únoru 2012, deska obsahující deset balad včetně „Půlnoční“ vyšla na konci dubna. Kromě Václava Neckáře a autorské dvojice Jaromír Švejdík/Dušan Neuwerth se na albu podíleli Jan Neckář, Steve Walsh, Lenka Dusilová, Tomáš Neuwerth, Luboš Novotný, Luboš Malina, Jiří Hradil, Viktor Ekrt, Filip Nebřenský a pěvecký sbor Doubravánek.

## Seznam skladeb
Hudbu složil(i) Švejdík, Neuwerth, texty napsal(i) Švejdík.
| Pořadí         | Název                    | Délka |
| -------------- | ------------------------ | ----- |
| 1.             | Tajemství                | 4:09  |
| 2.             | Rybník                   | 3:04  |
| 3.             | Tohle není píseň o lásce | 4:28  |
| 4.             | Bejvávalo (Dobrý časy)   | 3:37  |
| 5.             | Hledal jsem Tě Pane      | 4:59  |
| 6.             | Ráno                     | 4:14  |
| 7.             | Na Rafandě               | 4:03  |
| 8.             | Čaroděj                  | 4:37  |
| 9.             | Noční vlaky              | 4:57  |
| 10.            | Půlnoční                 | 5:03  |
| Celková délka: | Celková délka:           | 43:18 |

## Obsazení
- Václav Neckář
  - zpěv (1, 2, 3, 4, 5, 6, 7, 8, 9, 10)
- Jan Neckář
  - zpěv (1, 2, 4, 5, 6, 7, 8, 9, 10)
  - violoncello (3, 8)
- Jiří Hradil
  - klavír (1, 4, 5, 6, 10)
  - varhany (1, 2, 5, 6, 9)
- Tomáš Neuwerth
  - bicí (1, 4, 5, 6, 7, 10)
  - perkuse (4, 6, 7)
  - zpěv (7)
- Doubravánek
  - sborový zpěv (1, 4, 5)
- Jaromír Švejdík
  - zpěv (1, 2, 4, 5, 6, 7, 8, 9, 10)
  - tympány (3)
- Dušan Neuwerth
  - elektrická kytara (1, 2, 8, 10)
  - akustická kytara (2, 3, 4, 5, 6, 7, 8, 9, 10)
  - tamburína (1)
  - baskytara (2, 4, 5, 6, 7, 9)
  - klavír (2, 3, 9)
  - zpěv (2, 3, 4, 5, 6, 7, 8)
  - perkuse (2, 4, 5, 7, 9, 10)
  - klávesy (4, 10)
  - harmonika (9)
- Filip Dvořák
  - cembalo (3)
- Viktor Ekrt
  - housle (3)
- Luboš Novotný
  - lap steel kytara (3, 4, 6, 7, 9)
- Luboš Malina
  - mandolína (3)
  - banjo (7, 9)
- Alois Ponížil
  - trubka (3)
- Steve Walsh
  - elektrická kytara (4)
- Filip Nebřenský
  - flétna (6)
- Lenka Dusilová
  - zpěv (7)
- Petr Holub
  - vibrafon (8)
- Jan P. Muchow
  - baskytara (10)
- Chorus Angelus a Brécy
  - sbory (10)